# Fabio Strinati
Pour les articles homonymes, voir Strinati.
Fabio Strinati (19 janvier 1983 à San Severino Marche, Italie) est un poète italien, compositeur, pianiste et auteur d'aphorismes. Ses textes sont publiés dans des revues littéraires et des éditions indépendantes italiennes. Une partie de sa poésie a été traduite en plusieurs langues ; l'auteur a l'habitude d'en éditer des livres bilingues.

## Biographie
À l'âge de 15 ans, Strinati commença à travailler dans une usine de câbles. De façon autodidactique il continua sa formation et se familiarisa avec la philosophie de Pierre-Joseph Proudhon. Il travaille sur des dialectes régionaux et des langues minoritaires ; dans ce contexte, il collabore avec la revue italienne d'ethnologie et linguistique Etnie. D'ailleurs, il publie régulièrement dans la revue littéraire El Ghibli. Outre la littérature, la musique représente une activité primordiale de Strinati. Il est pianiste et compositeur et travaille avec Fabrizio Ottaviucci. Fabio Strinati est espérantiste et présenta un de ses livres de poésie en une édition bilingue, en italien et espéranto.
Le début littéraire fut le recueil de poésie Pensieri nello scrigno. Nelle spighe di grano è il ritmo en 2014. En automne 2015, l'actrice Maria Rosaria Omaggio présenta ce livre dans le théâtre Lo Spezio à Rome. Depuis, Strinati publiait plusieurs livres de poésie et d'aphorismes. Ce sont surtout des médias numériques qui en diffusent des extraits, parfois accompagnées d'une traduction dans une autre langue. Les revues Il Segnale, Il Grandevetro, Erba d'Arno et 451 Via della Letteratura, della Scienza e dell'Arte sont des exemples dans le pays natal de l'auteur. Quelques poèmes furent traduits en catalan par le poète et linguiste Carles Duarte i Montserrat, et en allemand par l'écrivain Klaus Ebner. Fabio Strinati publie ses livres chez des éditions indépendantes d'Italie. Dans le Web, on trouve, d'ailleurs, des traductions en croate, albanais, espagnol, bosniaque et anglais.
Fabio Strinati vit à Esanatoglia de la province de Macerata dans la région des Marches.

## Publications
- Canovaccio di malinconia. Astinenza d'amore, prego, un dramma; poésie, Universitalia Editore, Roma, 2023.
- I quaderni del canto; poésie, Universitalia Editore, Roma, 2023.
- La resistenza del cuore; poésie, Universitalia Editore, Roma, 2023.
- Epitaffi torbosi di un epigrafista affetto da tanatofobia; poésie, Universitalia Editore, Roma, 2023.
- Particelle d'aria e una d'amore; poésie, Edizioni Il Sextante, 2023.
- Nel tempio del buon Dio; poésie/prières, Antipodes casa editrice, Palermo, 2022.
- Nei cinque sensi e nell'alloro; poésie/prières, Ass. Culturale Il Foglio, Piombino 2021  (ISBN 978-88-76068713).
- Aforismi in un baule; aphorismes, Edizioni Segreti di Pulcinella, Florence 2021,  (ISBN 978-16-78052485).
- Nella valle d'Itria il sole e l'oro; poésie, Nuova Palomar Editore, Bari 2021,  (ISBN 978-88-99601478).
- Anime tranciate; poésie, CTL Editore Livorno, Livorno 2020,  (ISBN 978-88-33872421).
- Frugale trasparenza; poésie/prières, Edizioni Segno, Tavagnacco 2020,  (ISBN 978-88-93185639).
- Oltre la soglia, uno spiraglio; poésie, italien et espéranto, Edizioni Segreti di Pulcinella, Florence 2020,  (ISBN 978-1-716734342).
- Obscurandum; poésie, Fermenti Editrice 2020,  (ISBN 978-88-94978292).
- La Calabria e una pagina; poésie, Meligrana, Tropea 2020,  (ISBN 978-88-68153489).
- Toscana-Venezia solo andata; poésie, Calibano, Novate Milanese 2020,  (ISBN 978-88-94992717).
- Lungo la strada un cammino; poésie, Transeuropa, Massa 2019,  (ISBN 978-88-31249072).
- Discernimento atrabile; poésie, Macabor, Francavilla Marittima 2019,  (ISBN 978-88-85582750).
- Concertino per melograno solista; poésie, italien et espagnol Apollo Edizioni, Bisignano 2019,  (ISBN 978-88-31202008).
- Quiete; haikus, Ass. Culturale Il Foglio, Piombino 2019,  (ISBN 978-88-76067754).
- Sguardi composti… e un carosello di note stonate; (Fabio Strinati/ Italo Truzzi) poésie, Apollo Edizioni, Bisignano 2018,  (ISBN 978-88-94921380).
- L'esigenza del silenzio; poésie, La Mezzelane Casa Editrice, Santa Maria Nuova 2018,  (ISBN 978-88-33280264).
- Aforismi scelti. Vol. 2; aphorismes, Ass. Culturale Il Foglio, Piombino 2017,  (ISBN 978-8876067174).
- Al di sopra di un uomo; poésie, Ass. Culturale Il Foglio, Piombino 2017,  (ISBN 978-8876066573).
- Dal proprio nido alla vita; poésie, Ass. Culturale Il Foglio, Piombino 2016,  (ISBN 978-8876066405).
- Un'allodola ai bordi del pozzo; poésie, Ass. Culturale Il Foglio, Piombino 2015,  (ISBN 978-88-76065910).
- Pensieri nello scrigno. Nelle spighe di grano è il ritmo; poésie, Ass. Culturale Il Foglio, Piombino 2014,  (ISBN 978-88-76065279).

## Discographie
- L'attesa, sperimentale/alternativo, 2020, Alberto Nemo (voce e musica); testi di Fabio Strinati, MayDay.
- Chiaroscuro Estemporaneo, 2021, Fabio Strinati, pianoforte, Ema Vinci Records.
- Per un flebile impulso ogni singola nota nel taccuino promemoria, 2021, pianoforte, RadiciMusic Records.
- Sette brani di bosco, armoniosamente malinconici, e alcune meste gaiezze nel suono d'autunno, 2022, pianoforte, RadiciMusic Records.
- Otto brani facili per i bambini ucraini, 2022, pianoforte, RadiciMusic Records.
- I nastri della cantina, 2022, pianoforte ed elettronica, Ema Vinci Records.
- Improvvisazioni notturne della malinconia in fase di accordatura Beyer, 2022, pianoforte, RadiciMusic Records.
- I colori del vino e una foglia di Bacco, 2023, pianoforte, RadiciMusic Records.
- Epitaffi torbosi. Sei brani tascabili per pianoforte e contrabbasso, 2023, Fabio Strinati e Raffaele Barbaresi, RadiciMusic Records.